# Miniopterus fuliginosus
Espèce
Miniopterus fuliginosus est une espèce de chauves-souris de la famille des Miniopteridae. Cette espèce se rencontre principalement dans le Sud et l'Est de l'Asie.